# بیورغاوان
بیورغاوان (به ارمنی: Բյուրեղավան) یک شهر در ارمنستان است که در استان کوتایک واقع شده‌است.   در  کیلومتری شمال هرازدان، مرکز استان کوتایک واقع شده است. این شهر در سال ۱۹۴۵ بنیاد شده است.

## خصوصیات
بیورغاوان ۴ کیلومترمربع مساحت و ۹٬۵۱۳ نفر جمعیت دارد و در ارتفاع  متر بالاتر از سطح دریا قرار گرفته است.

## اقتصاد
در این شهر یک کارخانهٔ شیشه‌گری وجود دارد که نام شهر نیز از نام همین کارخانه گرفته شده.

## نگارخانه

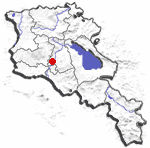
محل بیورغاوان در ارمنستان